# البندیگو
البندیگو (به اسپانیایی: Albendiego) یک شهرستان در اسپانیا است که در استان گوادالاخارا واقع شده‌است.